# U.K. (album)
U.K. è l'album di debutto dell'omonimo gruppo progressive rock britannico, pubblicato nel 1978.
Nel giugno del 2015 la rivista Rolling Stone ha collocato l'album alla trentesima posizione dei 50 migliori album progressive di tutti i tempi.

## Tracce
Lato A
1. In the Dead of Night – 5:38 (Eddie Jobson, John Wetton)
2. In the Light of Day – 4:32 (Jobson, Wetton)
3. Presto Vivace and Reprise – 2:58 (Jobson, Wetton)
4. Thirty Years – 8:05 (Jobson, Wetton, Bill Bruford)

Lato B
1. Alaska (strumentale) – 4:40 (Jobson)
2. Time to Kill – 4:55 (Jobson, Wetton, Bruford)
3. Nevermore – 8:09 (Allan Holdsworth, Jobson, Wetton)
4. Mental Medication – 7:21 (Holdsworth, Bruford, Jobson)

## Formazione
- Bill Bruford – batteria, percussioni
- Allan Holdsworth – chitarra elettrica, chitarra acustica (traccia: B3)
- Eddie Jobson – tastiere, violino, cori
- John Wetton – basso elettrico, voce